# Liste der Gemarkungen in Schwabach
Die Liste der Gemarkungen in Schwabach umfasst die sieben Gemarkungen der kreisfreien Stadt Schwabach im Regierungsbezirk Mittelfranken des Freistaat Bayerns. Vier Gemarkungen ist hiervon gemeindeübergreifend.

## Gemarkungen in Schwabach
| Nr.    | Gemarkung            | Gemeinde bzw. gemeindefreies Gebiet | Gemeindeteile                                                     | Fläche in km² | Flur- stücke | ⌀-Fläche in m² | Quelle |
| ------ | -------------------- | ----------------------------------- | ----------------------------------------------------------------- | ------------- | ------------ | -------------- | ------ |
| 093832 | Großschwarzenlohe    | [mehrere]                           |                                                                   | 7,137         | 2916         | 2447,66        | [ 2 ]  |
| 093832 | Großschwarzenlohe 1  | Wendelstein                         | Erichmühle, Großschwarzenlohe, Sorg                               |               |              |                |        |
| 093832 | Großschwarzenlohe 0  | Schwabach                           | Schaftnach, Schwarzach bei Schwabach                              |               |              |                |        |
| 093852 | Kleinschwarzenlohe   | [mehrere]                           |                                                                   | 5,175         | 2637         | 1962,55        | [ 3 ]  |
| 093852 | Kleinschwarzenlohe 1 | Wendelstein                         | Kleinschwarzenlohe, Königshammer, Neuses                          |               |              |                |        |
| 093852 | Kleinschwarzenlohe 0 | Schwabach                           |                                                                   |               |              |                |        |
| 093875 | Ottersdorf           | [mehrere]                           |                                                                   | 14,023        | 1746         | 8031,49        | [ 4 ]  |
| 093875 | Ottersdorf 0         | Büchenbach                          | Kühedorf, Ottersdorf, Tennenlohe, Ungerthal                       |               |              |                |        |
| 093875 | Ottersdorf 1         | Schwabach                           | Obermainbach                                                      |               |              |                |        |
| 093875 | Ottersdorf 2         | Heidenberg                          |                                                                   |               |              |                |        |
| 093877 | Penzendorf           | Schwabach                           | Limbach, Nasbach, Penzendorf                                      | 8,308         | 4191         | 1982,30        | [ 5 ]  |
| 093898 | Schwabach            | Schwabach                           | Forsthof, Schwabach, Uigenau                                      | 13,181        | 10448        | 1261,59        | [ 6 ]  |
| 093912 | Unterreichenbach     | [mehrere]                           |                                                                   | 13,360        | 2180         | 6128,38        | [ 7 ]  |
| 093912 | Unterreichenbach 0   | Kammerstein                         | Oberreichenbach, Putzenreuth, Volkersgau, Waikersreuth            |               |              |                |        |
| 093912 | Unterreichenbach 1   | Schwabach                           | Unterreichenbach                                                  |               |              |                |        |
| 093918 | Wolkersdorf          | Schwabach                           | Dietersdorf, Oberbaimbach, Raubershof, Unterbaimbach, Wolkersdorf | 12,770        | 4249         | 3005,31        | [ 8 ]  |